# Schweizerische Strassenverkehrszählung
Die Schweizerische Strassenverkehrszählung (SSVZ; franz. Comptage de la circulation routière en suisse CSCR, ital. Censimento svizzero del traffico stradale CSTS) wird vom Bundesamt für Strassen betrieben.
Die ersten gesamtschweizerischen Strassenverkehrszählungen fanden 1928/29, danach 1936/37 und anschliessend 1948/49 statt. Seit 1955 werden diese sog. Kategorien- und Herkunftszählungen auf Empfehlung des europäischen Binnentransport-Komitees der UNO in Abständen von fünf Jahren durchgeführt.

## Durchführung
Zurzeit wird in rund dreissig Ländern der Verkehr nach einheitlichen Richtlinien und Begriffen erfasst. Dies ermöglicht einen Vergleich der Belastungsstärken, des schweren Güterverkehrsanteils und der Verkehrsentwicklung quer durch Europa. Die Verknüpfung mit diversen Infrastrukturdaten gibt einen Überblick über die Auslastung der einzelnen europäischen Durchgangsstrassen.
In der Schweiz finden diese UNO-Zählungen im Rahmen der Schweizerischen Strassenverkehrszählung (SSVZ) statt. Organisiert werden die Zählungen vom Bundesamt für Strassen (ASTRA) und den kantonalen Tiefbauämtern. Elektronisch erfasst wird das umfangreiche Zahlenmaterial durch das Bundesamt für Informatik und Telekommunikation (BIT).

## Methodik
Das Messstellennetz der SSVZ 2005 umfasst 453 Zählstellen. Bei 175 Zählstellen werden die automatischen Verkehrszählgeräte aus dem Messstellennetz der automatischen Strassenverkehrszählung (AVZ) eingesetzt, welche nun in der Lage sind, die Fahrzeuge den entsprechenden Fahrzeugkategorien zuzuordnen. An 134 Standorten wird das Zählpersonal von elektronischen Geräten zur Erfassung von Personenwagen unterstützt. Bei den verbleibenden 144 Zählstellen, welche vorwiegend auf Haupt- und Nebenstrassen mit wenig Verkehr liegen, werden alle Fahrzeugklassen manuell gezählt. Gegenüber früheren Zählungen können somit rund 80 % des Verkehrs automatisch erfasst werden. Der Personalaufwand an den Zähltagen reduziert sich von rund 2000 auf rund 600 Personen.
Die automatischen Zählgeräte stehen das ganze Jahr im Einsatz, die manuellen Erhebungen erfolgen nach einem Stichprobenkonzept. Gezählt wird bei allen manuellen Zählstellen gleichzeitig an 3 Werktagen während 6 Stunden und an 2 Sonntagen während 4 Stunden. Diese Zähltage verteilen sich über das ganze Jahr. Die so ermittelten Stichproben werden anhand der Tages- und Jahrgangslinien der verwandten automatischen Erfassungsgeräte hochgerechnet.
Eine Besonderheit stellt die Erhebung der ausländischen Fahrzeuge dar: Um ihren Anteil am Gesamtverkehr zu bestimmen, werden bei 27 automatischen Messstellen die ausländischen Fahrzeuge separat durch manuelle Zählungen erhoben.

## Gewichtserfassung (WIM)
Das ASTRA betreibt auf dem Nationalstrassennetz in Zusammenarbeit mit den Kantonen zurzeit acht Anlagen für die Erfassung der Fahrzeugachslasten während der Fahrt.
Das WIM steht für Weigh In Motion.
Mit WIM-Anlagen können für jedes einzelne Fahrzeug Gesamtgewicht, Achslasten, Achsabstände, Fahrzeugkategorie, Geschwindigkeit, Fahrzeuglänge und Zeitlücken aufgezeichnet und statistisch ausgewertet werden. Die Ergebnisse dienen der Dimensionierung der Strassen und Kunstbauten, der Unterhaltsplanung, Sicherheit, Ökonomie, Transportstudien, Forschung (z. B. Kunstbauten) und weiteren verkehrsbezogenen Zwecken. Zudem werden die Anlagen auch von der Polizei für die Vorselektion bei Schwerverkehrskontrollen eingesetzt.

## Automatische Strassenverkehrszählung (SASVZ)
Das Bundesamt für Strassen unterhält seit 1961 auf den wichtigsten Strassenverbindungen ein Netz von permanenten automatischen Verkehrszählstationen. Bis Ende 2009 ist deren Anzahl auf rund 330 angestiegen.

### Methoden
Das Ziel ist eine lückenlose Erfassung des Verkehrs nach Richtung und Zeit (Stunden). Ausgewertet werden u. a. die beiden Kennwerte DTV und DWV:
- Durchschnittlicher Tagesverkehr (DTV)

Beim durchschnittlichen Tagesverkehr wird der Mittelwert des 24-Stundenverkehrs aus allen Tagen des Jahres gebildet. Für Strassen mit Wintersperre wird diese Erfassung für die Öffnungsperiode berechnet.
- Durchschnittlicher Werktagesverkehr (DWV)

Beim durchschnittlichen Werktagsverkehr wird der Mittelwert des 24-Stundenverkehrs aus allen Werktagen (Montag – Freitag) mit Ausnahme von Feiertagen gebildet. Für Strassen mit Wintersperre gilt die gleiche Berechnungsart wie beim DTV.

### Durchführung
- Datenerfassung: mit in die Fahrbahn integrierten Induktionsschleifen und damit verbundenen Erfassungsgeräten werden die Fahrzeuge detektiert.
- Datenübertragung: erfolgt täglich durch ein automatisches Abfragesystem
- Die Validierung der Daten erfolgt in drei Schritten: Tages-, Monats- und Jahresverarbeitung.

### Spezielles & Diffusionen
Die aufbereiteten Daten werden monatlich und jährlich in Form von Bulletins publiziert. Der separate Jahresbericht AVZ kann seit 1997 zusätzlich auf CD-ROM bezogen werden. Aus diesen Daten werden weitere Werte ermittelt: Periodenergebnisse, Ganglinien, Mittelwerte (täglich, monatlich, jährlich, periodisch), Spitzenwerte.